# Janez Strnad
Janez Strnad (Lubiana, 4 marzo 1934 – 28 novembre 2015) è stato un fisico e divulgatore scientifico sloveno.

## Biografia
Strnad nacque a Lubiana, nell'allora regno di Jugoslavia (adesso Slovenia).
Conseguì la laurea in fisica tecnica all'Università di Lubiana nel 1957 e il dottorato nel 1963. La sua ricerca fu principalmente portata avanti al Jožef Stefan Institute. Insegnò per molti anni, a partire dal 1961 all'Università di Lubiana, nella facoltà di scienze naturali e tecnologia, in particolare corsi introduttivi di fisica e argomenti di fisica. Nel 1974 divenne professore ordinario. Nel 1990 scrisse il famoso libro sulla fisica delle particelle elementari intitolato Iz take so snovi kot sanje (Siamo della roba di cui sono fatti i sogni). Con i suoi articoli approfondì la conoscenza dei lavori di Josef Stefan. Il suo libro nella serie di monografie, Zbirka Sigma (Collana Sigma), intitolato Kvantna fizika (Fisica quantistica), (DZS, Lubiana, 1974) contiene un'introduzione al principio di indeterminazione di Heisenberg. Scrisse più di 1000 opere.